# Cerambyx umbraticus
Cerambyx umbraticus là một loài bọ cánh cứng trong họ Cerambycidae.